# Города Древнего Египта
Зарождение и формирование первых городов-поселений в Древнем Египте происходило на рубеже палеолита (в долине Нила до 5-го тыс. до н. э., когда процветали такие формы хозяйствования как охота, рыболовство, собирательство, земледелие) и неолита (в долине Нила с 5-го по 3-е тыс. до н. э., когда стали постепенно развиваться земледелие и скотоводство).
Древнее население Египта, переходя к оседлому образу жизни, постепенно формировало сельскохозяйственные общины, которым были необходимы центры складирования и перераспределения продуктов земледелия, а также места укрытия от внешней опасности и разных животных. Возникновение таких центров и стало прототипами будущих городов. Культуры сельскохозяйственных общин в этот период представлены в Нижнем Египте — Фаюм А, Меримде, Эль-Омари, Маади-Буто и в Верхнем Египте — Тасийской, Бадарийской, Амратской (Накада I), Герцейской (Накада II) и Семайнийской (Накада III) культурами.
В этих укреплённых поселениях, где укрывались на ночь работавшие днём в полях крестьяне, а также занимавшиеся скотоводством и охотой общинники, начинали развиваться такие классы в обществе, как торговцы, ремесленники и чиновники, а также здесь находились представители власти, которые оказывались всё более привязаны к этому «городу-месту» (егип. is-t — один из древнеегипетских терминов, обозначавших место, где находилась власть).

## Номы Верхнего Египта

### Та-сети
| N16 · T9A |

| N16 · T9A |

| Название                                                                            | Статус и период существования | Основной культ | Современная локализация |
| Абу (егип.) Элефантина (греко-рим.) русский • еnglish • deutsch                     | • поселение — энеолит • крепость — эпоха I-II дин. • город-столица нома — династ. период • сросся с Сиеной в один город — рим. период | • триада Элефантины — Хнум, Сатис, Анукет • свящ. животное — нильский крокодил • также — Хапи                                                              | 24°05′36″ с. ш. 32°53′29″ в. д. нильский остров Гезирет-Асуан (Джезирэ-Ассуан) в черте города Асуан                              |
| Небит, Небут (егип.) Омбой, Омброй (греч.) Омбос (рим.) русский • еnglish • deutsch | • поселение — энеолит • город — династ. период • столица нома — эллинистич. период                                                    | • Хор-ур (греч. Хароерис) • c позднего периода две триады — 1) Хор-ур, Сенетнофрет, Панебтауи 2) Себек, Хатхор, Хонсу • свящ. животное — нильский крокодил | 24°27′06″ с. ш. 32°55′40″ в. д. в черте города Ком-Омбо (вост. берег Нила)                                                       |
| Па-иу-рек (егип.) Филы, Филэ (греко-рим.) русский • еnglish • deutsch               | • поселение, культовый центр — с эпохи XXV дин.                                                                                       | • Исида, Хатхор (Тефнут) • нубийские боги — Аренснупис, Мандулис • также — Осирис, Хорендот, Август                                                        | 24°01′31″ с. ш. 32°53′03″ в. д. нильский остров Анас-эль-Вогуд, сейчас затоплен, памятники перенесены на соседний остров Агилкию |
| Сенем, Сенмет (егип.) Абатон, Филы (греч.) еnglish • deutsch                        | • культовый центр | • Усир (Осирис) (считалось, что здесь находилась одна из могил Осириса — Абатон)                                                                           | 24°01′13″ с. ш. 32°53′05″ в. д. нильский остров Бигэ (Бигга)                                                                     |
| Сетет, Сетжет (егип.) Сатис (греч.) еnglish • deutsch                               | • поселение, культовый центр | • Сетет (Сатис) | 24°03′33″ с. ш. 32°52′16″ в. д. нильский остров Гезирет-Сихейль, принятое не арабское название — Сехель                          |
| Сунет, Сунну (егип.) Сиена (греко-рим.) русский • еnglish • deutsch                 | • каменоломни (гранит), пригород Абу — династ. период • сросся с Элефантиной в один город — рим. период                               | см. город Абу-Элефантина | 24°05′20″ с. ш. 32°53′59″ в. д. в черте города Асуан (вост. берег Нила)                                                          |
| Хенну (егип.) Сильсилис (греко-рим.) русский • еnglish • deutsch                    | • каменоломни (песчаник), некрополь, храмы, поселение — с эпохи XVIII дин.                                                            | • Хапи | 24°38′00″ с. ш. 32°56′00″ в. д. местность и селение Гебель эс-Сильсила (на обоих берегах Нила, но большая часть — на вост.)      |
| Контра Омбос (рим.)                                                                 | • пригород Омбоса — греко-рим. период                                                                                                 | | 24°26′22″ с. ш. 32°52′55″ в. д. (зап. берег Нила)                                                                                |
| Контра Сиена (рим.)                                                                 | • некрополь Абу — династ. период • пригород Сиены — греко-рим. период                                                                 | | 24°06′09″ с. ш. 32°53′20″ в. д. местность Куббет эль-Хава (зап. берег Нила)                                                      |
|                                                                                     | • активно посещаемая египтянами местность — династ. период • торговые пристани — с периода Среднего царства (гипотеза)                | | местность Коноссо (англ.), большая часть затоплена водохранилищем Насер (вост. берег Нила)                                       |

### Учес-Хор
| U40 | G5 |

| U40 | G5 |

| Название | Статус и период существования                                           | Основной культ                                                                                                  | Современная локализация                                                      |
| Джеба, Айн, Бехдет, Месен, Хебену (егип.) Аполлонос Полис Мегалэ (греч.) Аполлонополь Магна (рим.) русский • еnglish • deutsch | город-столица нома — династ. (не позднее VI дин.) и эллинистич. периоды | Хор Бехдетский семья Хора — отец Осирис, мать Исида, супруга Хатхор также — Мин, Монту, Птах, Тефнут, Хонсу, Шу | 24°58′41″ с. ш. 32°52′44″ в. д. в черте города Эдфу (Идфу) (зап. берег Нила) |
| Контра Тумис (рим.) | поселение                                                               | | (зап. берег Нила)                                                            |
| Фтонтис (рим.) | поселение                                                               | | (зап. берег Нила)                                                            |
| Контра Аполлонополис (рим.) | поселение                                                               | | (вост. берег Нила)                                                           |
| Тоум (рим.) | поселение                                                               | | (вост. берег Нила)                                                           |

### Нехен
| Название | Статус и период существования                                                                    | Основной культ | Современная локализация |
| Нехен (егип.) Иераконполь (греко-рим.) русский • еnglish • deutsch                                                      | город-столица нома — додинаст. и Старого царства периоды столица В. Египта — ок. XXX в. до н. э. | Хор, Хенему также — духи древних правителей, которые в Позднюю эпоху (с VII в. до н. э.) отождествлялись с детьми Хора | 25°05′50″ с. ш. 32°46′45″ в. д. развалины около селения Ком эль-Ахмар (зап. берег Нила)                                               |
| Хефат, Пер-Хефа (егип.) english                                                                                         | город-столица нома — c Первого переходного периода и до эпохи XII династии                       | | 25°27′52″ с. ш. 32°31′59″ в. д. вероятно в окрестностях поселения Эль-Миалла (Эль-Моалла) (найден только некрополь, вост. берег Нила) |
| Нехеб (егип.) Эйлетиас Полис (греч.) Тлития, Город Луцины (рим.) русский • еnglish • deutsch                            | стоянка — мезолит город-столица нома — династ. период, с начала правления XII династии           | Нехбет | 25°07′08″ с. ш. 32°47′52″ в. д. селение эль-Каб (вост. берег Нила)                                                                    |
| Иунит, Сенет, Та-Сенет (егип.) Латополис, Полис Латон, Латтон (греч.) Латополь, Лато (рим.) русский • еnglish • deutsch | город — династ. период столица нома — эллинистич. период                                         | Хенему, Нейт свящ. животное — нильский окунь также — Небту, львица Менхит, Хека, крокодил Шеманефер, лев Туту          | 25°17′51″ с. ш. 32°33′15″ в. д. город Эсна (Исна), иногда город называют Гелиополем Верхнего Египта (зап. берег Нила)                 |
| Пер-Меру (егип.) | город                                                                                            | | 25°13′17″ с. ш. 32°38′07″ в. д. Комир (Ком-Мир) (зап. берег Нила)                                                                     |

### Уасет
| Название | Статус и период существования | Основной культ                                                                       | Современная локализация |
| Иуни, Иуни Монту (егип.) Гермонтис (греко-рим.) русский • еnglish • deutsch                                                                | - поселение — со среднего палеолита - город-столица нома — эпоха Древнего царства (гипотеза) и в рим. период | - Монту                                                                              | 25°37′00″ с. ш. 32°32′00″ в. д. селение Армант (Мединет Армант) в 9 км к юго-западу от города Луксор (зап. берег Нила)                                                                  |
| Уасет, Нут, Нут-ресет, Нут-Амен (егип.) Теба/Фивы, Диос Полис Мегалэ (греч.) Тебес/Фивы, Диосполь Магна (рим.) русский • еnglish • deutsch | - стоянки — со среднего палеолита - город-столица нома — династ. (с конца Древнего царства) и эллинист. периоды - столица союза «Врата Юга» — 1-й переходный период - столица Египта — при XI династии и в эпоху Нового царства | - центр культа Амона - триада — Амон, Мут, Монту (другой вариант — Амон, Мут, Хонсу) | 25°41′49″ с. ш. 32°38′32″ в. д. собственно Фивы («город живых») — город Луксор и селение Эль-Карнак (вост. берег Нила)                                                                  |
| Инерти, Инерути, Пер-Хатхор (егип.) Афродитос Полис, Патирис (греч.) Афродитополь (рим.) еnglish • deutsch                                 | город | Хатхор                                                                               | 25°29′00″ с. ш. 32°29′00″ в. д. поселение Гебелен (Эль-Габалем) 30 км к югу от города Луксор (зап. берег Нила)                                                                          |
| Джерти (егип.) deutsch | поселение — со среднего палеолита пригород Уасет | Монту                                                                                | 25°34′57″ с. ш. 32°32′29″ в. д. поселение Тод (Эт-Тод) в 20 км к юго-западу от города Луксор (вост. берег Нила)                                                                         |
| Маду (егип.) еnglish • deutsch | поселение — со среднего палеолита пригород Уасет | Монту (изначально почитался Осирис)                                                  | 25°44′00″ с. ш. 32°42′45″ в. д. селение Эль-Мадамуд (Медамуд, Наг эль-Мадамуд) 8 км к северо-востоку от города Луксора (вост. берег Нила)                                               |
| Сет-Маат (егип.) русский • еnglish • deutsch                                                                                               | поселение ремесленников, а также один из некрополей фиванского «города мёртвых» (см. ниже) | Меритсегер                                                                           | 25°43′44″ с. ш. 32°36′05″ в. д. местность Дейр-эль-Медина напротив города Луксора в фиванском «городе мёртвых» (зап. берег Нила)                                                        |
| Иментет Уасет, Хар (егип.) | комплекс состоящий из остатков множества заупокойных храмов, гробниц и 13-ти некрополей города Уасет (Фивы) | Меритсегер                                                                           | 25°43′14″ с. ш. 32°36′38″ в. д. западные Фивы («город мёртвых») — Бибан эль-Мулук («Долина царей»), Бибан эль-Харим («Долина цариц»), Дейр-эль-Бахри, Ком эль-Хеттан, Мединет-Абу и др. |

- Туфиум (Крокодилополис южный) - по Бругшу.

### Нечеруи (№ V)
Значение перевода названия нома — «Два Бога». Устаревшее транскрибирование — Херуи, Кобт. В греко-римский период носил имя Коптский ном (по новому имени древней столицы — Гебту, которую греки, а за ними и римляне, стали называть Коптос).
Ном находился на территории соответствующей современному губернаторству (мухафаза) Кена, и занимал его среднюю часть, расположенную по обоим берегам реки Нил.
| Столица нома                                         | |                                                         | |
|                                                      | Гебту (егип.) Коптос (греко-рим.) ru: en: de:                                                       | столица нома в династический и эллинистический периоды; | 26°00′00″ с. ш. 32°49′00″ в. д. в районе города Кифт и селения Эль-Кал'а (на входе в вади Хаммамат) (восточный берег Нила)                       |
| Прочие города, культовые и хозяйственные центры нома | |                                                         | |
|                                                      | Геза, Гези (егип.) Аполлонос Полис Микра (греч.) Аполлонополь Парва, Аполлонис Минор (рим.) en: de: | город, важный центр додинастического Египта;            | 25°55′01″ с. ш. 32°45′28″ в. д. в районе города Кус (восточный берег Нила)                                                                       |
|                                                      | Небут (егип.) Омбос (греко-рим.) en: de:                                                            | город, важный центр додинастического Египта;            | 25°54′00″ с. ш. 32°43′00″ в. д. селение Накада (Нагада) (западный берег Нила, по имени этого селения дано название культуре - Накада I, II, III) |
|                                                      | | город, существовал в период раннего Нового царства;     | 26°01′11″ с. ш. 32°45′50″ в. д. Дейр эль-Баллас (Эль-Баллас) в 45 км к северу от города Луксора (западный берег Нила)                            |
|                                                      | |                                                         | 25°55′17″ с. ш. 32°43′42″ в. д. Тух (западный берег Нила)                                                                                        |
|                                                      | Контр Коптос (рим.)                                                                                 | поселение;                                              | (западный берег Нила) |

### 6 ном
- Тентира (совр. Дендера ?), в районе города Кена.
- Кенопль

### 7 ном
- Наг-Хаммади
- Хенобоскион (совр. Эль-Каср вас-Сайяд)
- Диосполь Парва (Διὸς πόλις ἡ μικρά, район селений Хив, Абадия и Семайна)

### Та-ур (№ VIII)
Ном-государство известный с додинастического периода.
Значение перевода названия нома — «Великая земля». Устаревшее транскрибирование — Абд, Абту. В греко-римский период носил имя Тинисский ном (по новому имени древней столицы — Чени, которую греки, а за ними и римляне, называли Тин (Тинис).
В XXXI в. до н. э. этот ном-государство занимал лидирующую позицию среди небольших государственных образований, соперничающих за контроль над Верхним и Нижним Египтом. Согласно одной из версий (по Манефону), в XXX — XXVII вв. до н. э. здесь (в Чени) находилась столица фараонов I-II династий объединённого Египта, либо эти династии происходили из этого нома, а столицей был Мемфис в I-ом номе Нижнего Египта. Со временем ном утрачивает своё политическое значение, но сохраняет культовое — в Абидосе (в династический период).
Здесь находился крупнейший в Древнем Египте культовый центр Осириса (в городе Абджу).
Ном находился на территории соответствующей современному губернаторству (мухафаза) Сохаг, и занимал его южную часть, расположенную вдоль реки Нил.
| Столица нома                                                                              |                                                                                           | | |
| столица Египта (гипотеза) (при I-II династии) Чени (егип.) Тин, Тинис (греч.) ru: en: de: | столица Египта (гипотеза) (при I-II династии) Чени (егип.) Тин, Тинис (греч.) ru: en: de: | столица нома с додинастического периода;                                                                                | город не найден, возможно располагался около современного города Гирга (западный берег Нила)                               |
| Другие города, поселения, культовые и хозяйственные центры                                |                                                                                           | | |
|                                                                                           | Абджу (егип.) Абидос (греко-рим.) ru: en: de:                                             | поселение (с 4-го тыс. до н. э.), город и культовый центр в династический период, в римский период — небольшое селение; | 26°11′05″ с. ш. 31°55′08″ в. д. остатки сооружений рядом с поселением Эль-Араба-эль-Мадфуна (западный берег Нила)          |
|                                                                                           | Пер-Мехит-убн, Бехдет (егип.) Лепидотополь (греко-рим.) de:                               | поселение, выросшее в город;                                                                                            | возможно располагался на противоположном берегу от современного города Гирга, около Наг-эль-Мешайих (восточный берег Нила) |
| Некрополи и гробницы:                                                                     |                                                                                           | | |
|                                                                                           |                                                                                           | несколько мастаб первых фараонов III династии (№ KI возможно была гробницей (или кенотафом) Джосера и/или Неб-ка);      | 26°18′06″ с. ш. 31°47′37″ в. д. в окрестностях поселения Бет-Халлаф (западный берег Нила)                                  |
|                                                                                           |                                                                                           | некрополь города Чени (Тиниса);                                                                                         | 26°21′52″ с. ш. 31°54′18″ в. д. Наг-эд-Дейр (восточный берег Нила)                                                         |
|                                                                                           | Пекр (егип.) ru: en: de:                                                                  | некрополь города Абджу (Абидоса);                                                                                       | 26°11′00″ с. ш. 31°55′00″ в. д. местность Умм эль-Кааб (западный берег Нила)                                               |
|                                                                                           |                                                                                           | | 26°14′07″ с. ш. 32°00′00″ в. д. поселение и ж/д станция Эль-Бальяна (западный берег Нила)                                  |

### 9 ном
- Ипу, Хент-Мин (Панополь, Хеммис) (совр. Ахмим), центр 9-го нома
- Сохаг
- Ваннина

### 10 ном
- Антеополис

### 11 ном
- Гипсель (совр. Эш-Шатб)

### 12 ном
- Иеракон (совр. Эль-Атавла)
- Ликополь (совр. Асьют)

### 13 ном
- Дара (древний Египет)

### 14 ном
- Кусы (совр. Эль-Кусия), центр 14 нома
- Меир (город)

### 15 ном
- Гермополь Магна (Ἑρμοῦ πόλις, от греч. имени бога Гермеса (олицетворявшего егип. Тота); егип. Хемену (букв. «восемь») совр. Эль-Ашмунейн), центр 15-го нома
- Маллави, некрополь
- Туна-эль-Гебель, некрополь
- Спеос-Артемидос (совр. Истабль-Антар), скальная часовня
- Антинополь (совр. Шейх-Ибада), Неферуси
- Ахетатон (совр. Телль-эль-Амарна)
- Бени-Хасан
- Дейр эль-Берша

### 16 ном
- Хебену (селение Ком эль-Ахмар, губ. Эль-Минья)
- Акорис (совр. Техна)
- Завиет-эль-Амват
- Эль-Минья
- Антиноя (Άντίνοος πόλις)

### 17 ном
- Кинополь (Κυνοπόλις, совр. Эль-Кес), центр 17-го нома

### 18 ном
- Анкиронполь (совр. Эль-Хиба)
- Шаруна / Ком-эль-Ахмар-Саварис, центр 18-го нома

### 19 ном
- Оксиринх (совр. Эль-Бахнаса), центр 19-го нома
- Дешаша, некрополь

### 20 ном
- Гераклеополь (совр. Ихнасья-эль-Мадина), центр 20-го нома
- Крокодилополь/Арсиноя (совр. Файюм)
- Иттауи (столица Египта с XII династи) не найденный город Файюма, возможно в 21 или 22 номе.

### 21 ном
- Дахшур — некрополь
- Каранис (совр. Ком-Аушим)

### 22 ном
- Афродитополь (Άφροδίτης πόλις, совр. Атфих), центр 22 нома

## Нижний Египет

### 1ном
- Мен-Нефер, Хут-ка-Птах, Мемфис (около станции Бедрашейн и поселка Мит-Рахина, возможно, находился севернее), город, центр 1-го нома, столица Египта
- Саккара, некрополь
- Гиза, некрополь

### 2 ном
- Летополь (селение Ком-Аусим, 13 км к северо-западу от Каира), центр 2-го нома

### 3 ном
- Момемфис (совр. Ком эль-Хисн, в 4 км к западу от города Танта), центр 3-го нома
- Теренутис (совр. Ком-Абу-Билло)
- Навкратис (совр. Ком-Ги’ейф)

### 5 ном
- Саис (селение Са эль-Хагар, к северу от города Танта), центр 5-го нома
- Буто (совр. Телль эль-Фара’ин)

### Хасуу (6-й ном)
Значение перевода названия нома современные исследователи трактуют по-разному — «Горный бык или зверь», «Пустынный бык», «Болотный или трясинный бык». Устаревшее транскрибирование — Касет. В греко-римский период носил имя Ксоисский ном (по новому имени древней столицы — Хасуу, которую греки, а за ними и римляне, стали называть Ксоис).
В некоторые периоды был в составе XII-го Себеннитского нома (древнеегипетское название — Чеб-нечер).
Ном находился на территории соответствующей современному губернаторству (мухафаза) Кафр эш-Шейх (Кафр эль-Шейх), и занимал приблизительно его восточную часть.
| Столица нома                                         |                                                       |                                                         | |
|                                                      | Хасуу (егип.) Ксоис, Ксоис Египетский (греч.) en: de: | столица нома в династический и эллинистический периоды; | 31°05′20″ с. ш. 30°57′04″ в. д. на территории поселка Саха к югу от города Кафр эш-Шейх (Кафр эль-Шейх) |
| Прочие города, культовые и хозяйственные центры нома |                                                       |                                                         | |
|                                                      | Дамбильфон (греко-рим.) ru: en: de:                   | город                                                   | 31°06′42″ с. ш. 30°56′45″ в. д. в черте города Кафр эш-Шейх (Кафр эль-Шейх)                             |

### 7 ном
- Александрия
- Ракотис
- Па-деми-эн-Херу, «Селение Хора». рим. Гермополь Парва (совр. Даманхур, северо-востоке Дельты на канале, соединяющем озеро Мареотис и Канопское русло Нила)
- Каноп (совр. Абу-Кир)
- Менутис
- Гераклей (совр. в 6-7 км от береговой линии, северо-восточнее Канопа у места впадения в море Канопского рукава Нила)
- Тапосирис Магна (совр. Абу-Сир)
- Дамиетта (др. егип. Тамиат, совр. Думьят)
- Пер-Басет (совр. Бельбейс, возможно западнее)

### 8 ном
Чеку, Пер-Итему (возм. библ. Пифон, Питон) (совр. селение Телль эль-Масхута, 15 км к западу от города Исмаилия)

### 9 ном
- Бусирис (совр. селение Абу-Сир Бана к югу от города Саманнуда), центр 9-го нома

### 10 ном
- Атрибис (совр. предместье Телль Атриб, север города Банха), центр 10-го нома

### 11 ном
- Леонтополь (совр. Телль эль-Мукдам), центр 11-го нома

### 12 ном
- Себеннит (в черте города Саманнуд), центр 12-го нома
- Исейон (совр. Бехбет эль-Хагар)

### 13 ном
- Гелиополь (совр. северо-восточные предместья Каира: Аль-Матария, Араб эль-Хисн, Айн Шамс), центр 13-го нома
- Ликополь (совр. Асьют), центр 13-го нома Верхнего Египта

### 14 ном
- Чару (совр. местность Эль-Хебуа около города Эль-Кантара), центр 14-го нома
- Месен (не следует путать с одним из названий Бехдета, находящегося во II верхнеегипетском номе)
- Гераклеополь, Сетроэ (совр. Телль-Белим), центр 14-го нома в позднеримский период
- Пелусий (совр. Телль-эль-Фарама)
- Силэ (совр. Эль-Хебуа, Телль-Абу-Сефа)
- Дафна (совр. Телль-эд-Дефенна)

### 15 ном
- рим. Гермополь Парва (совр. холмы Телль эн-Накус, Телль эз-Зереки, Телль эр-Роб’а к югу от города Эль-Баклия) на месте столицы

### 16 ном
- Мендес (совр. холм Телль эр-Руба), центр 16-го нома, Тмуит (совр. Телль эль-Тимай)
- Панефис (совр. Эль-Манзала)

### 17 ном
- Диосполь Нижний (совр. холм Телль эль-Баламун 9 км к северо-западу от города Ширбин), центр 17 нома

### 18 ном
- Бубастис (совр. местность (холм) Телль Баста юго-восточная окраина города Эз-Заказик), центр 18-го нома
- Исейон (совр. Бехбет эль-Хагар)

### 19 ном
- Танис (совр. Сан эль-Хагар, Телль эд-Даб’а), центр 19-го нома
- Аварис (совр. Телль эд-Даб’а)
- Пер-Рамсес (совр. Кантир)
- Имет (совр. Телль Набша)

### 20 ном
- Пер-Сепду (селение Сафт эль-Хинна, несколько километров к юго-востоку от города Эз-Заказик)

## Файюми его окрестности
- Кахун — город в восточной части Файюмского оазиса.

### Входит в 1-й ном Нижнего Египта:
- Лишт, некрополь

### Входят в 20-й ном Верхнего Египта:
- Бьяхму, святилище
- Дионисиас (совр. Каср-Карун)
- Теадельфия (совр. Батн-Ихрит)
- Каср эс-Сагха
- Крокодилополь/Арсиноя (совр. Файюм), см. ниже
- Лахун
- Моэрис (совр. Ком Мединет-Гураб)
- Седмент
- Сокнопайонесос (совр. Димай)
- Хавара
- Харага
- Нармутис (совр. Мединет-Мади)
- Тебтинис (совр. Телль эль-Умм-Брейгат)

### Входят в 21-й ном Верхнего Египта:
- Герза, додинастические захоронения
- Вакхий (совр. Ком эль-Атл)
- Кафр-Тархан
- Каранис (совр. Ком-Аушим)
- Медум
- Сейла
- Филадельфия (Ком Дарб эль-Герза)

### Входит в 22-й ном Верхнего Египта:
- Афродитополь (совр. Атфих), центр 22-го нома, см.ниже

### Берег Красного моря
порт Tââou/Миос Хромос, Shashirît/Береника, Apollonos Hydreium, Apollonopolis (Aethiopia),